# Alienware
Alienware — американська компанія, виробник комп'ютерного апаратного забезпечення. Дочірня компанія компанії Dell. Alienware в основному займається складанням персональних комп'ютерів (у тому числі ноутбуків) з комплектуючих сторонніх виробників. Продукція орієнтована на аудиторію гравців у комп'ютерні ігри, вимогливих до продуктивності комп'ютера. Продукти компанії використовуються для графічно-важких додатків, таких як редагування відео та аудіо, моделювання.

## Історія
Заснована в 1996 році Нельсоном Гонзалезом і Алексой Агіль. Alienware збирає настільні комп'ютери, ноутбуки та робочі станції.

## Продукція
Ігрові комп'ютери, ноутбуки, а також корпуси ПК, комп'ютерну периферію.

## Цікаві факти
- На сайті Alienware Arena компанія безплатно роздавала ключі активації для Payday 2. Гравець, який активовував цей ключ в Steam, відкривав для гри особливу холодну зброю — Молот Alpha. На сьогодні ключі закінчились — відповідно, отримати Молот не можна. [джерело?]